# Língua busuu
Busuu é uma língua bantoide meridional não classificada dos Camarões. Segundo o Ethnologue, ele está extinto. Em 2005, havia 3 falantes da língua.  Busuu é uma língua em extinção.

## Classificação
Na subdivisão Furu-Awa, no norte dos Camarões, na fronteira com a Nigéria, três missões do ALCAM (Atlas Linguistique du Cameroun) entre 1984 e 1986 investigaram três línguas não-jukunóides, entre as quais Bikya e Bishuo são provavelmente beboide, mas o Busuu não conseguiu ser classificado. Todas essas línguas eram faladas apenas por alguns habitantes mais velhos das cinco aldeias Furu-Awa, (Furu-)Nangwa (de língua Busuu), (Furu-)Turuwa, (Furu-)Sambari (de língua Bishuo) e Furubana (de língua Bikya). A análise lexical mostrou que, enquanto o Bishuo tem 24% de similaridade lexical com as línguas beboide vizinhas, o saari, o noni e o bikya têm 16% respectivamente. 17% de similaridade com eles, e Busuu tem apenas 8% resp. 7%. 